# Hrabstwo Kefalenii

Wyspy Jońskie w XXI wieku - tereny średniowiecznego hrabstwa Kefalenii

Hrabstwo Palatynat Kefalenii i Zakintos – niezależne państwo u zachodnich wybrzeży półwyspu greckiego składające się z wysp Kefalinii (zwanej w starożytności Kefallenia), Zakintos (Zante) i Itaki, istniejące w latach 1194–1479.

## Powstanie hrabstwa
W 1185 roku Normanowie sycylijscy zorganizowali wielką wyprawę przeciwko Cesarstwu Bizantyńskiemu, zajmując Dyrrachion, wyspy: Korfu, Kefalenię i Zante, i po krótkim oblężeniu Tesalonikę. Wysp: Kefalenii i Zante nie udało się już Cesarstwu odzyskać. W 1194 roku, po śmierci teścia i pokonaniu przeciwników, cesarz Henryk VI Hohenstauf koronował się w Palermo na króla Sycylii przejmując tym samym władzę nad terytoriami Normanów sycylijskich. Przygotowania do szeroko zakrojonej akcji przeciwko Bizancjum rozpoczął od powierzenia jeszcze w 1194 roku Maio Orsiniemu władzy nad Kefalenią, Zante i Itaką. Cesarz zmarł w trzy lata później we wrześniu 1197, a Maio Orsini, przez ponad 40 lat lawirując pomiędzy Wenecją, Królestwem Sycylii a Despotatem Epiru, doprowadził do okrzepnięcia i usamodzielnienia się nowego państwa.

## Rządy Orsinich
Jego wnuk Ryszard (1264 - 1304), syn Maio II, coraz aktywniej włączał się w sojuszu z Andegawenami sycylijskimi w sprawy słabnącego Despotatu Epiru. W 1290 roku udzielił despotesowi Epiru Niceforowi I Angelosowi pomocy zbrojnej przeciw armii Bizancjum. Ożenił się też z jego córką  Marią. Syn Ryszarda i Marii, Mikołaj po zamordowaniu wuja Tomasza Angelosa objął w 1318 roku władzę nad Epirem. Wówczas hrabiowie Kefalenii przyjęli także tytuł despotów Epiru.
Mikołaj został zamordowany w pięć lat później przez swego brata Jana II (1323), a w rezultacie walk o władzę pomiędzy braćmi Orsini utracili w 1324 roku Hrabstwo Kefalenii na rzecz władającego Achają Jana de Gravina (skoligaconego również z rodem Orsinich), popieranego przez Andegawenów. Wówczas Hrabstwo na ponad 30 lat zostało przyłączone do Księstwa Achai. Jan II przeniósł się do Epiru, a rok później został otruty przez swoją żonę Annę Paleologinę. Przejęła ona władzę w Epirze w imieniu małoletniego syna Nicefora II. Gdy Achajczycy utrzymywali Kefalenię Anna Paleologina i Nicefor II walczyli o utrzymanie władzy nad Epirem z Bizantyńczykami (między innymi Andronikiem III Paleologiem) oraz Albańczykami. Główną siedzibą despotów Epiru była Arta.

## Rządy Tocco
W 1357 roku Kefalenię i Zante opanował Leonardo I Tocco przywracając tym samym samodzielność Hrabstwu Kefalenii. W 1362 roku zdobył Leukas, a nieco później również Itakę. Jego syn Leonard II rozszerzył władzę hrabiów Kefalenii o tereny w północno-zachodnim Peloponezie. Brat i następca Leonarda, Karol I (1381–1429) próbował po śmierci swego teścia Neria I Acciaiuoli zostać księciem Aten. Po niepowodzeniu tego przedsięwzięcia poczynając od 1399 roku w ciągu 15 lat podbił ziemie Despotatu Epiru. W 1429 po klęsce morskiej pod Patras musiał zrzec się na rzecz Bizancjum swoich posiadłości na Peloponezie. Po śmierci Karola I, jego następca Karol II do 1449 roku utrzymał władzę w południowym Epirze, północny wraz z Joaniną już w 1430 zajęli Turcy. Władza książąt Tocco nad Wyspami Jońskimi i resztkami posiadłości w Epirze trwała do 1479 roku, gdy Turcy opanowali tereny Bałkanów.

## Hrabiowie palatyni Kefalenii

### Dynastia Orsini
- Maio I Orsini (1194–1238)
- Maio II Orsini (1238–1264)
- Ryszard Orsini (1264–1304)
- Jan I Orsini (1304–1318)
- Mikołaj Orsini (1318–1323)
- Jan II Orsini (1323–1324)

### Andegawenowie
- Jan de Gravina 1325–1336
- Robert z Tarentu 1336–1357

### Dynastia Tocco
- Leonardo I Tocco 1357–1376
- Leonardo II Tocco 1376-1418/1419 rządził na wyspie Zante
- Carlo I Tocco 1376–1429
- Carlo II Tocco 1429–1448
- Leonardo III Tocco 1448–1479